# Макдејд (Тексас)
Макдејд (енгл. McDade) насељено је место без административног статуса у америчкој савезној држави Тексас.

## Демографија
По попису из 2010. године број становника је 685.
| Група             | 2000.    | 2010.       |
| Белци             | 0 (0,0%) | 472 (68,9%) |
| Афроамериканци    | 0 (0,0%) | 8 (1,2%)    |
| Азијати           | 0 (0,0%) | 4 (0,6%)    |
| Хиспаноамериканци | 0 (0,0%) | 194 (28,3%) |
| Укупно            | 0        | 685         |